# Thabo Moloisane
Thabo Brendon Moloisane (Tshwane, 24 febbraio 1999) è un calciatore sudafricano, difensore dello Stellenbosch.

## Caratteristiche tecniche
Centrale di difesa, durante la sua carriera ha ricoperto anche il ruolo di terzino destro.

## Carriera

### Club
Cresciuto calcisticamente nelle giovanili del M. Sundowns, nel 2018 ha esordito con la squadra riserve nella Reserve League.
Nel 2020 ha esordito con il Cape Town All Stars nella seconda divisione sudafricana, guidando da capitano la squadra.
Nel 2022 si è trasferito al Maritzburg Utd, debuttanto in prima divisione, ma subendo la retrocessione dopo la sconfitta ai play-off. Nell'estate 2023, rimane in prima divisione venendo ingaggiato dallo Stellenbosch. Con gli stellies, conquista nello stesso anno la Coppa di lega sudafrica 2023 e disputa la finale della MTN 8 della stagione successiva.

### Nazionale
Ha fatto il suo debutto da titolare con la nazionale sudafricana nella sfida valida per Coppa COSAFA 2024 contro il Mozambico.

## Palmarès

### Club

#### Competizioni nazionali
- Coppa di Lega sudafricana: 1

Stellenbosch: 2023